# Occitanisme

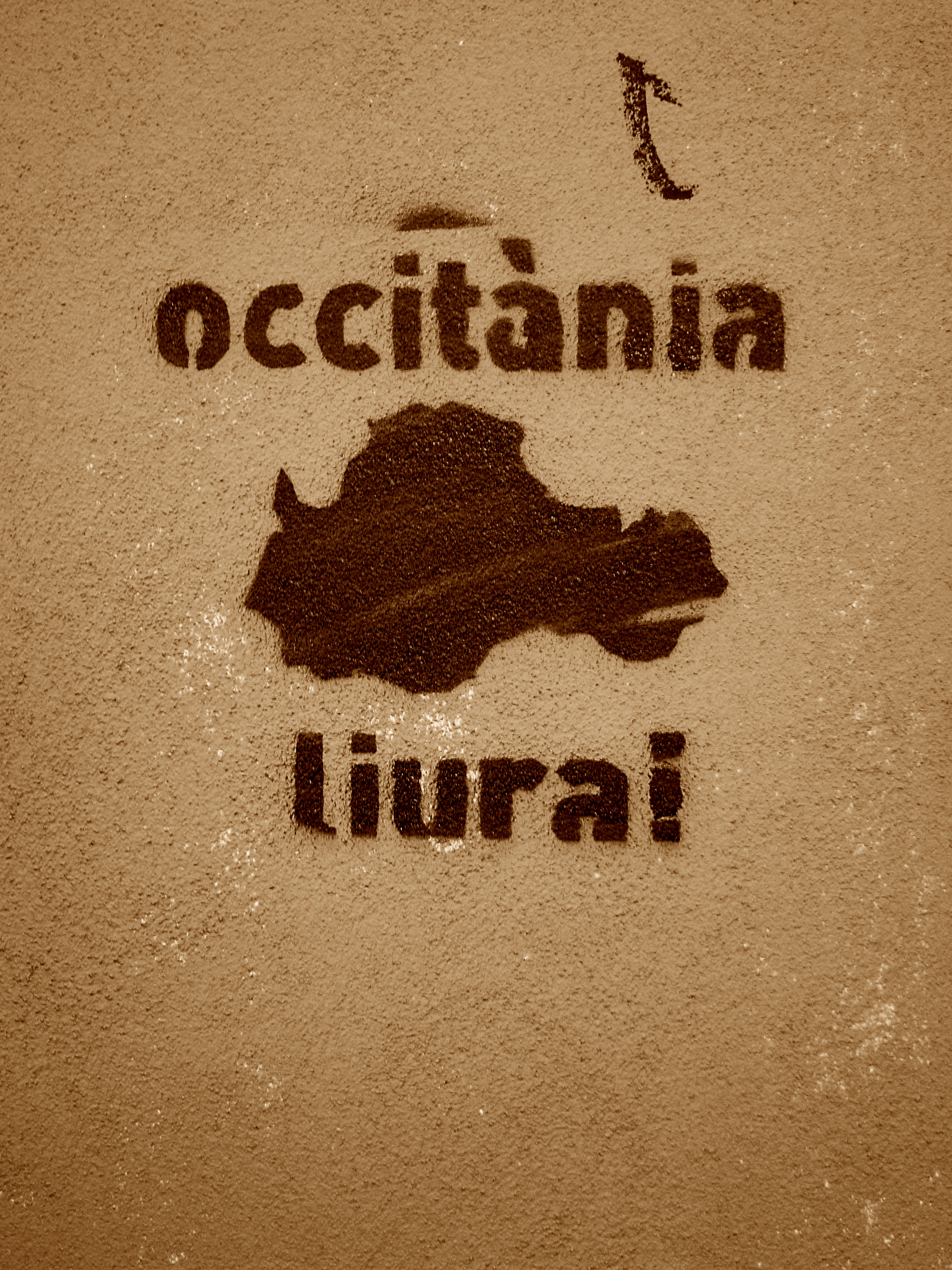
Grafit a Tolosa de Llenguadoc.

L'occitanisme, en sentit ample, és el conjunt de tots els moviments que fan la promoció de la llengua occitana i que defensen els interessos d'Occitània, de la seva població i de la seva cultura. L'occitanisme pot aplegar accions i moviments molt diversos, de tipus lingüístic, cultural, socioeconòmic o polític.

## Definició

### Definició ampla
Segons aquest sentit ample, occitanisme és sinònim de renaixentisme occità i coincideix doncs amb el moviment històric de la Segona Renaixença Occitana, entre el 1800 i avui (la Primera Renaixença Occitana és el moviment literari barroc de la fi del segle xvi i de l'inici del segle XVII).
Així l'occitanisme aplega sensibilitats diverses. Especialment, en el problema prou controversiat de la manera d'escriure l'occità, el concepte d'occitanisme reuneix els diferents corrents que utilitzen grafies variades (grafia clàssica sobretot, però també grafia mistralenca, grafia bonaudiana, grafia de l'Escòla dau Pò…).
Aquesta definició ampla és utilitzada:
- Per diferents especialistes que han fet una anàlisi científica de la qüestió, com ara el lingüista Georg Kremnitz.[1]
- Per una partida important del renaixentisme occità, en particular en les Valls Occitanes.
- En els moviments culturals occitans principals. És sovint el cas en l'Institut d'Estudis Occitans. També és el cas del Felibritge que utilitza els termes "occità" i "Occitània" en el seu pensament tradicional, especialment en els seus estatuts del 1911, el que és ben bé una forma d'occitanisme.
- Per certs moviments polítics (sobretot el Partit Occità, el PNO i Iniciativa per Occitània).

### Definició restrictiva
Existeix una definició més restrictiva del terme. Occitanisme és utilitzat de vegades per a designar el corrent del renaixentisme occità que utilitza la grafia clàssica per a notar l'occità, per oposició a altres corrents que utilitzen grafies diferents per a escriure l'occità (grafia mistralenca, grafia bonaudiana, grafia de l'Escòla dau Pò…).
Aquesta definició restrictiva també l'utilitzen els partidaris del secessionisme lingüístic: en restrènyer l'"occitanisme" a la grafia clàssica, pretenent que la "llengua occitana" no existiria. Miren d'excloure la grafia clàssica de l'ús de certs dialectes occitans i doncs, tempten d'allunyar aquests dialectes del funcionament unitari de la llengua.

### Definició lingüística
Manlleu de l'occità, sigui per contacte dialectal (a la Catalunya del Nord més que més) o com a terme literari (sobretot en temps dels Trobadors) o vinguda a través d'una altra llengua que ha fet de pont.

## Occitanisme lingüístic

### Occitanismes del català antic
aisina, asir, arlot, asaut, aur, aut, baudor, cauç, conjausir, esjausir-se, fraire, afrau, gabar, garnatxa, gint, gent, homenatge, lasset, mais, màjerment, marrit, mifeu, mot, maire, Pascor, pretz, pro, paire, penxa, refregir, sau, solaç, tirà, toset, tuit, tresaur, vormelós, votz.

### Occitanismes del català actual (segurs o probables)
al·lot, amainar, ambaixada, antorxa, areng, bacallà, baderna, balada, balandram, ballar, banasta, batalla, batlle, bell, barret, birret, bitoc, bordell, bosc, bullabessa (via el francès o l'espanyol), cabasset, cadenat, cancell, canonge, capatàs, capellà, cabiscol, capitell, cartabó, cascavell, cordell, cordill, corretatge, correu, cuita, desastre, desdeny, despatxar, empatxar, empaitar, eina, enutjar, esgrimir, estoig, estruç, faisà, farandola/faràndula, faristol, felibre, flauta/flaüta, foraster, frare, gai, galotxa, garlopa, garnatxa, gavatx, gaveta, gingebre, giragonsa, granat, gratabuixes, gris, heretge, homenatge, hostal, jornada, mestral, missatge, monjo, pairal, pairar, papagai, pelitre, perfil, potinga, palenc, randa, rascàs, rascassa, refrany, rima, roquet, rossinyol, sallar/sàller/sallir, salvatge, solaç, sorna, tartana, tatxa, torxa, trobar, trufa, ufana, verger, viola.

### Occitanismes (o arcaismes, convergents amb l'occità) del rossellonès (llista incompleta)
atudar, allargar ('engegar, aviar el ramat'), araire, aurendola, aibre, arquet de sant Martí, bossut, belleu, babot, bressairola, campanya, carbonilla, codena, cotell, cilla, cogot, catlla (capcinès), cavalla, desc, desca, destetar, desesset, desevuit, desenou, dorca, dorc, estufar, eimina, esfoirat, esfoiregat, enclutge, feda, femoràs, gravilla, granyota, jaupar, juliana, let, llauseta, llucet, mainatge, mes, nalt, nuda, nogues, peixoneria, pou (paor, por), el pols, punyet, pescaire, peirer, rega, ribera, rovill, ribera, tabé, tet (capcir), trauc, siure, sè, tindar, tindarell, teta, veire....

### Occitanismes vinguts del gascó
El lèxic català popular ha heretat occitanismes del gascó com pai (pare), mai (mare), frai (germà), barroer, etc i la interjecció Déu n'hi do! que és una adaptació catalanitzada del renec críptic o eufemístic gascó 'Diu me dau!' (per 'Diu me damne!').

### Mots medievals catalans d'afinitat occitana mantinguts en rossellonès
Un cert nombre de mots avui han romàs reduïts a l'àrea del rossellonès sota l'escalf de l'adstrat occità:
ajustar, cintar, clavellar, estela, fanga, filat, oliu, sus, verm, cambra

### Occitanismes en l'obra de Ramon Llull
Es poden mencionar com a matisadors de la seva prosa algunes dotzenes de provençalismes que representen l'1 per cent del seu vocabulari.
En el Llibre del Gentil apareixen : aiçò 'això', ausir 'oir', douçament 'dolçament', douçor 'dolçor', pauc 'poc', plasent 'plaent'. En el de Contemplació, arma 'ànima', basme 'bàlsam', baut bauda 'alegre', bavastell 'maniquí', douça 'dolça', enfrú 'golafre', esclau 'petjada', exaugar 'exaltar', fromir 'completar', gabar 'lloar', gaubar-se 
'vanagloriar-se', lai 'poemet de trobador', lausor 'lloança', liam 'lligam', outramar 'ultramar', paubre 'pobre'. En el Blanquerna asalt o asaut 'agradable', gaiiador 'enganyador', etc. En el Fèlix hi ha asautar 'agradar', caser 'caure', cosiment 'discreció o lliure arbitri', eu 'jo', exausir 'escoltar', gasardonar 'guardonar, premiar', lausengeria 'adulació', neira 'puça, noiriment 'criança', paubretat 'pobresa', pausar 'posar. En l'Arbre de Sciència es troben asirable 'odiable', asirar 'odiar', confisar 'confiar', gaug 'goig', infisel 'infidel', juseu 'jueu', musar 'perdre el temps', trop 'massa'.

## Nacionalisme occità

Bandera nacionalista occitana

El nacionalisme occità és un moviment polític que reivindica la creació de l'Estat d'Occitània secessionat de França. Reivindica bàsicament gran part del sud de França, a més de Mònaco i alguns territoris d'Espanya (la Vall d'Aran) i Itàlia (Valls Occitanes), com a part de la nació occitana. El fonament del nacionalisme és lingüístic i cultural encara que actualment l'occità és minoritari a tot el seu àmbit lingüístic.

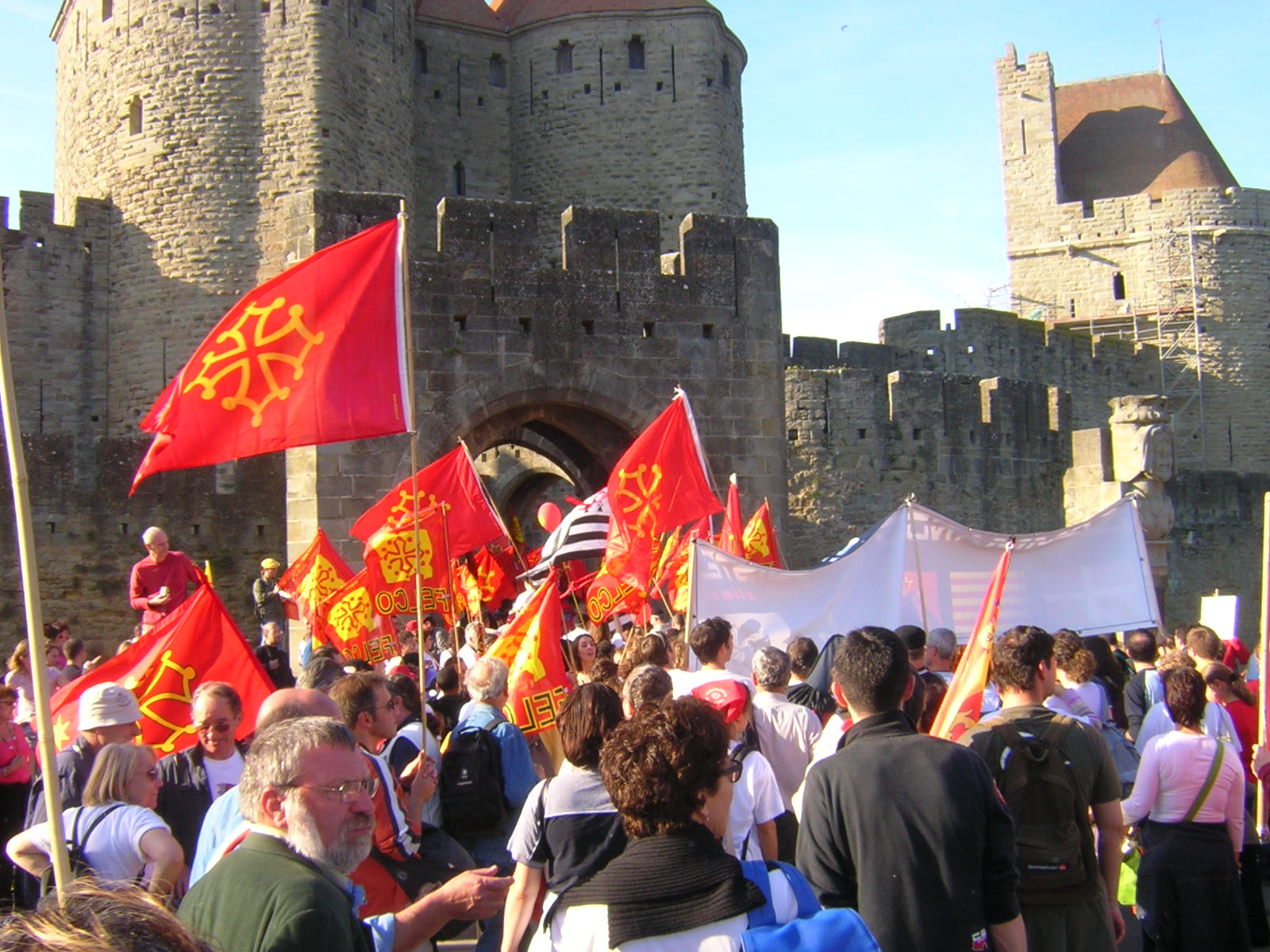
Manifestació occitanista a Carcassona el 2005.

El nacionalisme occità sorgeix com un sentiment de greuge de les regions del sud de França provocat per la reestructuració econòmica i energètica empresa pel gaullisme durant els anys 60, que hauria donat prioritat a les més pròsperes regions del nord. Posteriorment, a partir de 1968 es dona un ressorgiment cultural occità que, combinat amb la protesta econòmica, desemboca en la dècada dels 70 en una reivindicació nacionalista que considerava que Occitània era una colònia interna de l'Estat centralista francès.
L'esdevenir de la conjuntura econòmica internacional en les següents dècades va desbordar l'explicació del colonialisme intern i, com altres moviments nacionalistes tant de la resta de França com d'Europa, l'eix central de la reivindicació va passar a ser la identitat cultural i el dret de les minories.
Durant els anys 80 el nacionalisme occità va retrocedir i va perdre influència a la societat a causa bàsicament de la seva fragmentació en nombrosos partits i organitzacions de diferent ideologia, i a la seva incapacitat per poder articular un moviment romanticista que abastés un territori tan ampli (entre un terç i la meitat de França) amb una realitat social molt heterogènia. A partir dels anys 90 el moviment polític occità podria qualificar-se de marginal.
No obstant això, el nacionalisme occità ha guanyat influència, a partir de la creació de Libertat!.